# پارک ملی کینگز کنیون
پارک ملی کینگز کنیون (به انگلیسی: Kings Canyon National Park) پارکی طبیعی در ایالت کالیفرنیا در ایالات متحده آمریکا است.
این پارک ۱۸۶۹ کیلومتر مربع وسعت دارد.
درخت ژنرال گرنت در این پارک قرار دارد.

## وب‌گاه‌های مربوطه
- وب‌گاه رسمی